# Auvillar
Auvillar ist eine französische Gemeinde im Département Tarn-et-Garonne in der Region Okzitanien (zuvor Midi-Pyrénées). Der 909 Einwohner (Stand: 1. Januar 2022) zählende mittelalterliche Ort liegt im Gebiet der Gascogne an der Garonne. Er liegt im Arrondissement Castelsarrasin, war Hauptort des gleichnamigen Kantons und ist nun Teil des Kantons Garonne-Lomagne-Brulhois
Durch ihn führt der Fernwanderweg GR 65, welcher weitgehend dem historischen Verlauf des französischen Jakobsweges Via Podiensis folgt.
Von der Vereinigung Les plus beaux villages de France wurde Auvillar zu einem der schönsten Dörfer Frankreichs erklärt.

## Geografie

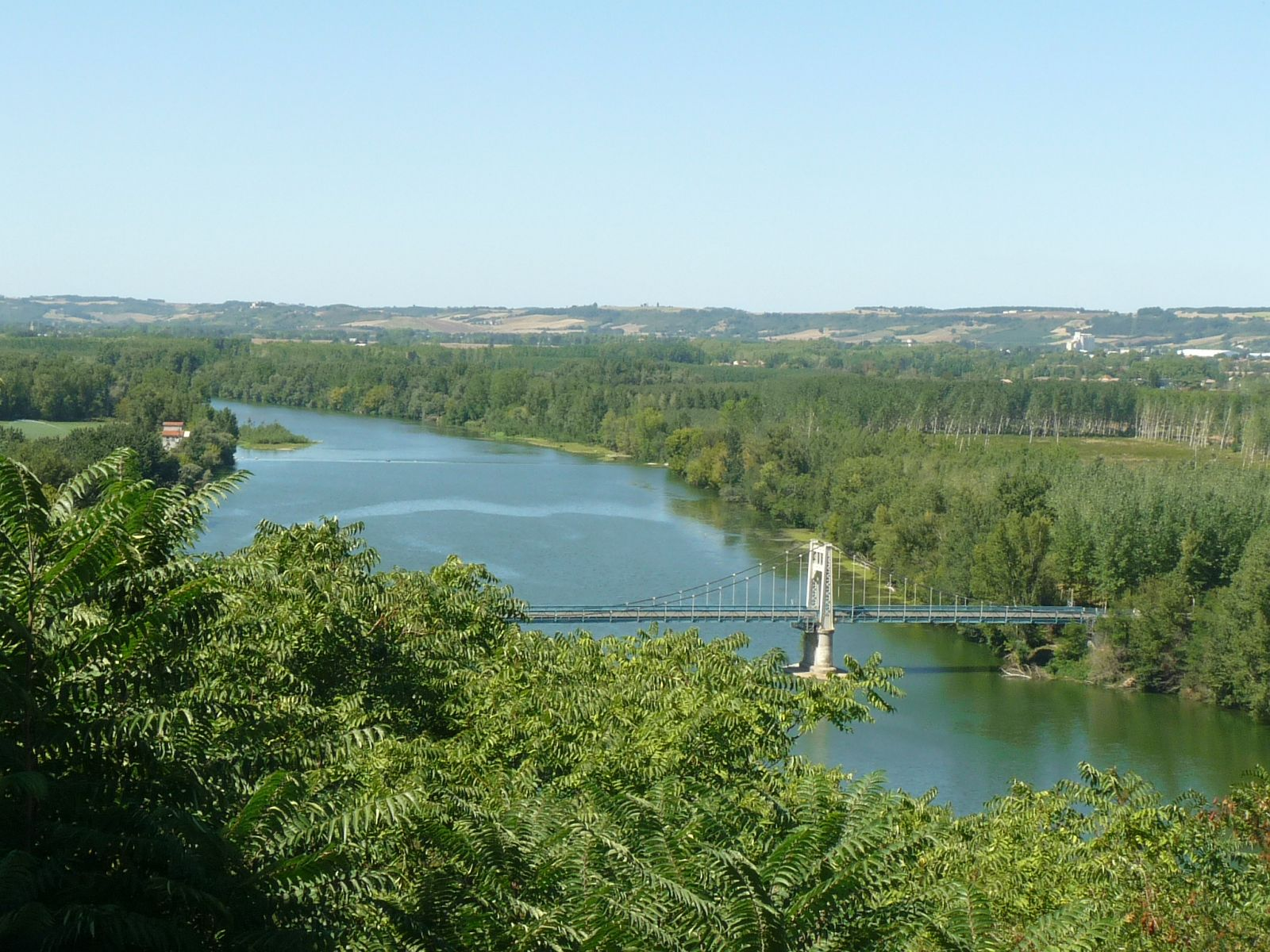
Die Hängebrücke über die Garonne

Das Dorf Auvillar liegt auf einem Felsvorsprung über dem Fluss Garonne zwischen den Städten Agen und Montauban. Der Blick von hier reicht weit über die Garonne in Richtung Küste der Aquitaine und des Quercy. Eine Hängebrücke verbindet den Hafen von Auvillar mit dem Ort Espalais am linken Garonne-Ufer. Die nächsten französischen Großstädte sind Toulouse (68 km) im Südosten, Bordeaux (146 km) im Nordwesten und Montpellier (244 km) im Osten. An der östlichen Gemeindegrenze verläuft das Flüsschen Cameson.

## Geschichte

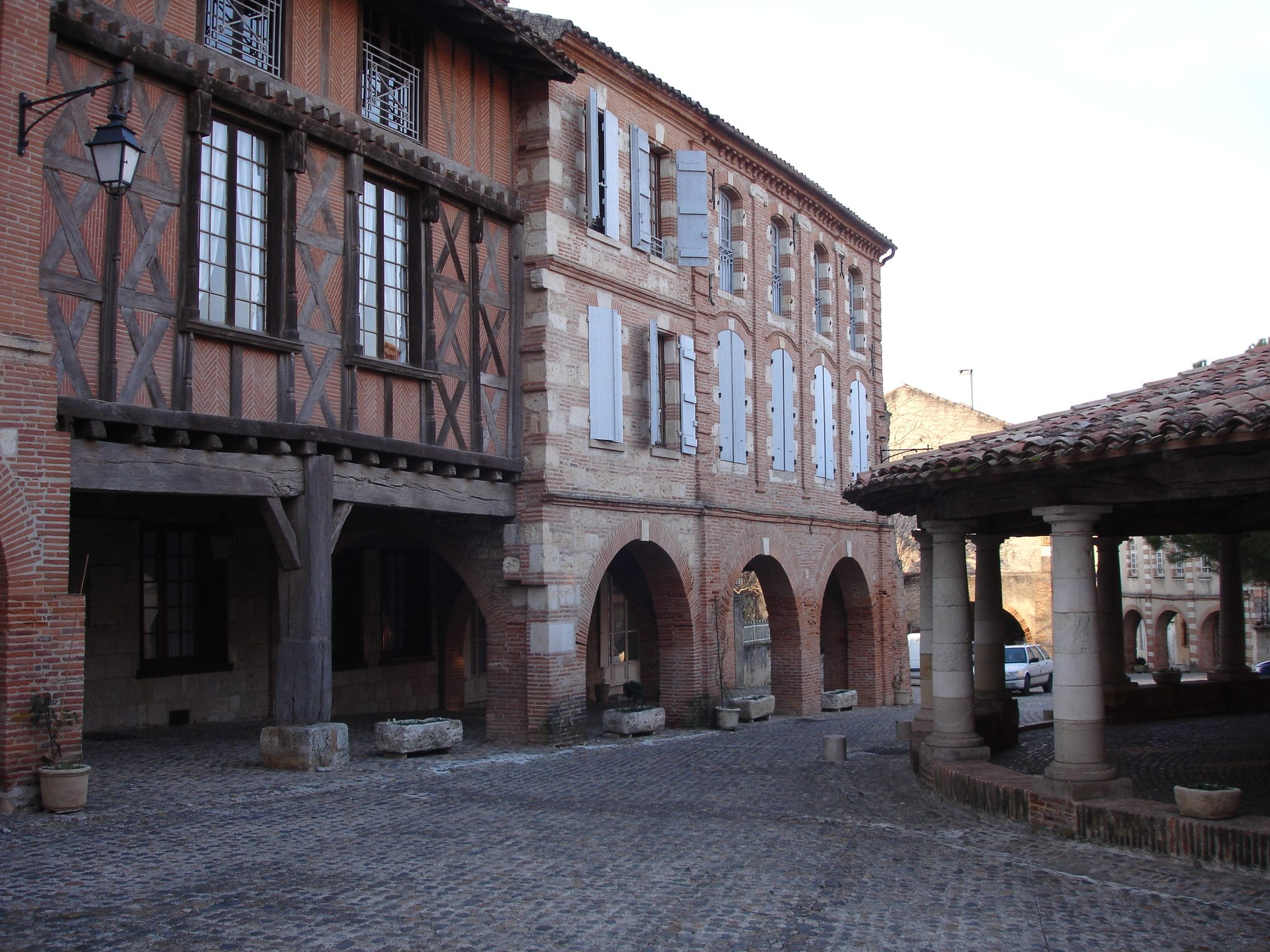
Der Marktplatz

Der Ort, mit dem vom lateinischen Alta Villa hergeleiteten Namen Auvillar, war ursprünglich eine befestigte römische Siedlung.
Im 10. Jahrhundert wurde der Ort durch zahlreiche Überfälle der Normannen, die mit ihren Schiffen vom Atlantik über die Garonne hereinbrachen, heimgesucht. Im 11. Jahrhundert war Auvillar Teil der Grafschaft Vicomtes d’Auvillar et de Lomagne, während im 14. und 15. Jahrhundert die Grafen von Armagnac das Gebiet beherrschten. Schließlich gelangte Auvillar unter den Einfluss der Könige von Navarra. 1589 mit dem Regierungsantritt von Heinrich IV. wurde es dem Königreich Frankreich angeschlossen.
Das geschichtliche Erbe von Auvillar ist, dass das Dorf auf dem Weg (GR 65 – Via Podiensis) nach Santiago de Compostela liegt. Als befestigte Stadt an der Garonne war Auvillar ein wichtiger strategischer Ort und deshalb im Mittelalter von allen Konflikten betroffen, die in dieser Gegend stattfanden. Dazu zählen vor allem der Kreuzzug gegen die Albigenser (1209–1229), der Hundertjährige Krieg gegen die Engländer (1337–1453) und die Religionskriege (1562–1598) in Frankreich.
Vom 17. bis zum 19. Jahrhundert verdankte Auvillar seinen Wohlstand der Fayencemanufaktur (Tonwaren) und der Produktion von Gänsefedern zum Schreiben. Zu Beginn des 19. Jahrhunderts wurden am Hafen noch bis zu 3000 Schiffe im Jahr abgefertigt. Ab 1836 ist die Bevölkerungsentwicklung aber rückläufig. Erst Ende des 20. Jahrhunderts ist wieder eine Stabilisierung der Einwohnerzahl eingetreten.
| Einwohner                                                  | 2.220 | 2.274 | 1.863 | 1.319 | 825 | 884 | 837 | 807 | 921 | 876 | 994 | 926 |
| Ab 1962 offizielle Zahlen ohne Einwohner mit Zweitwohnsitz |       |       |       |       |     |     |     |     |     |     |     |     |

## Jakobsweg (Via Podiensis)
Im Ort gibt es zwei Pilgerherbergen (französisch: Gîte d’étape), Hotels und Privatzimmer (französisch: Chambre d’hôtes), sowie eine Touristeninformation.
Der Weg führt weiter durch die Hügellandschaft der Gascogne über Bäche und kleine Flussläufe durch landwirtschaftlich genutztes Gebiet über Saint-Antoine nach Lectoure. Weitere Unterkünfte auf dem Weg nach Lectoure befinden sich in Saint-Antoine, Flamarens, Miradoux und Castet-Arrouy. Als Straßenverbindung führt die Strecke D953 – D23 nach Lectoure.

## Sehenswürdigkeiten

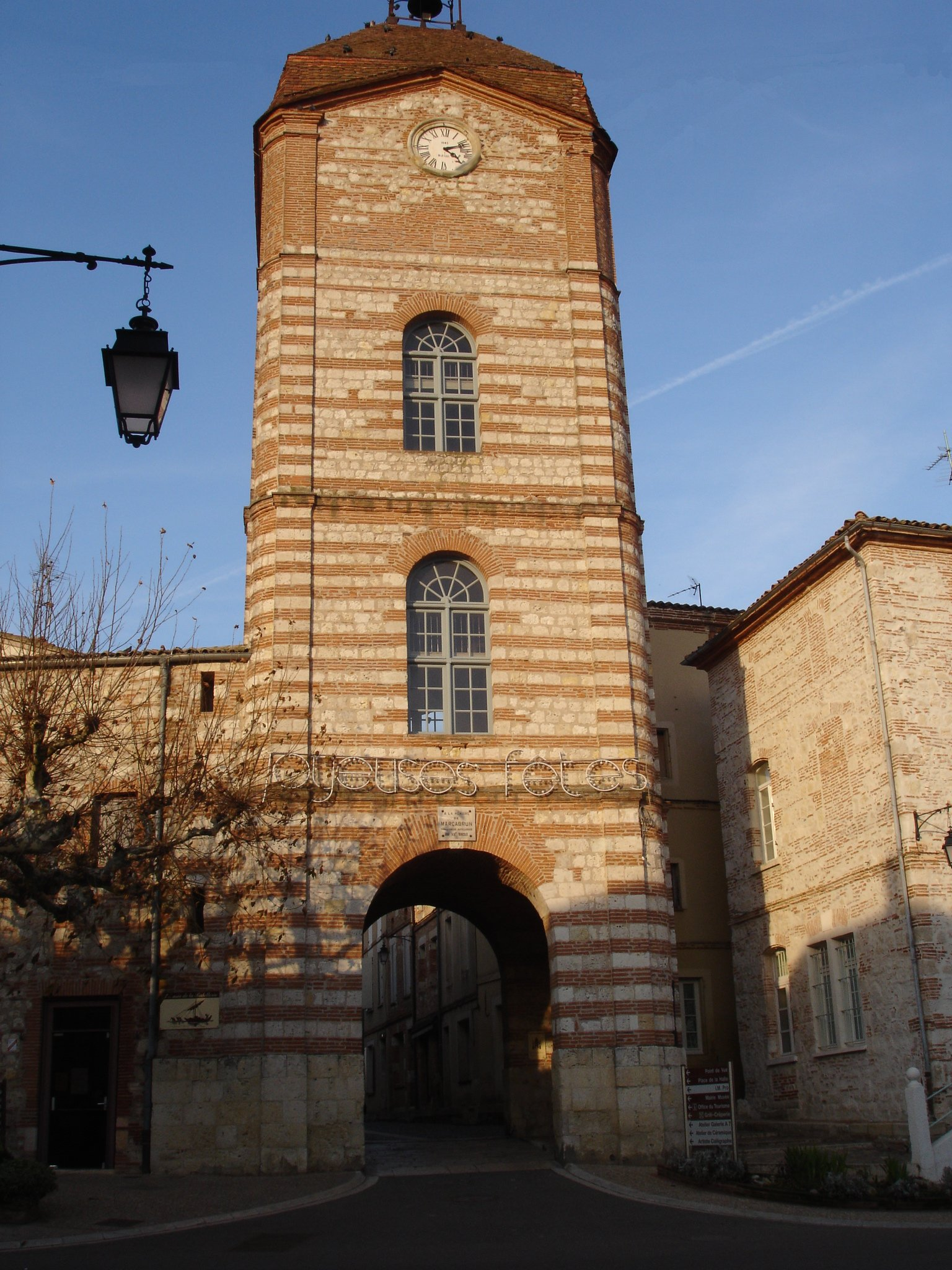
Das Stadttor von Auvillar

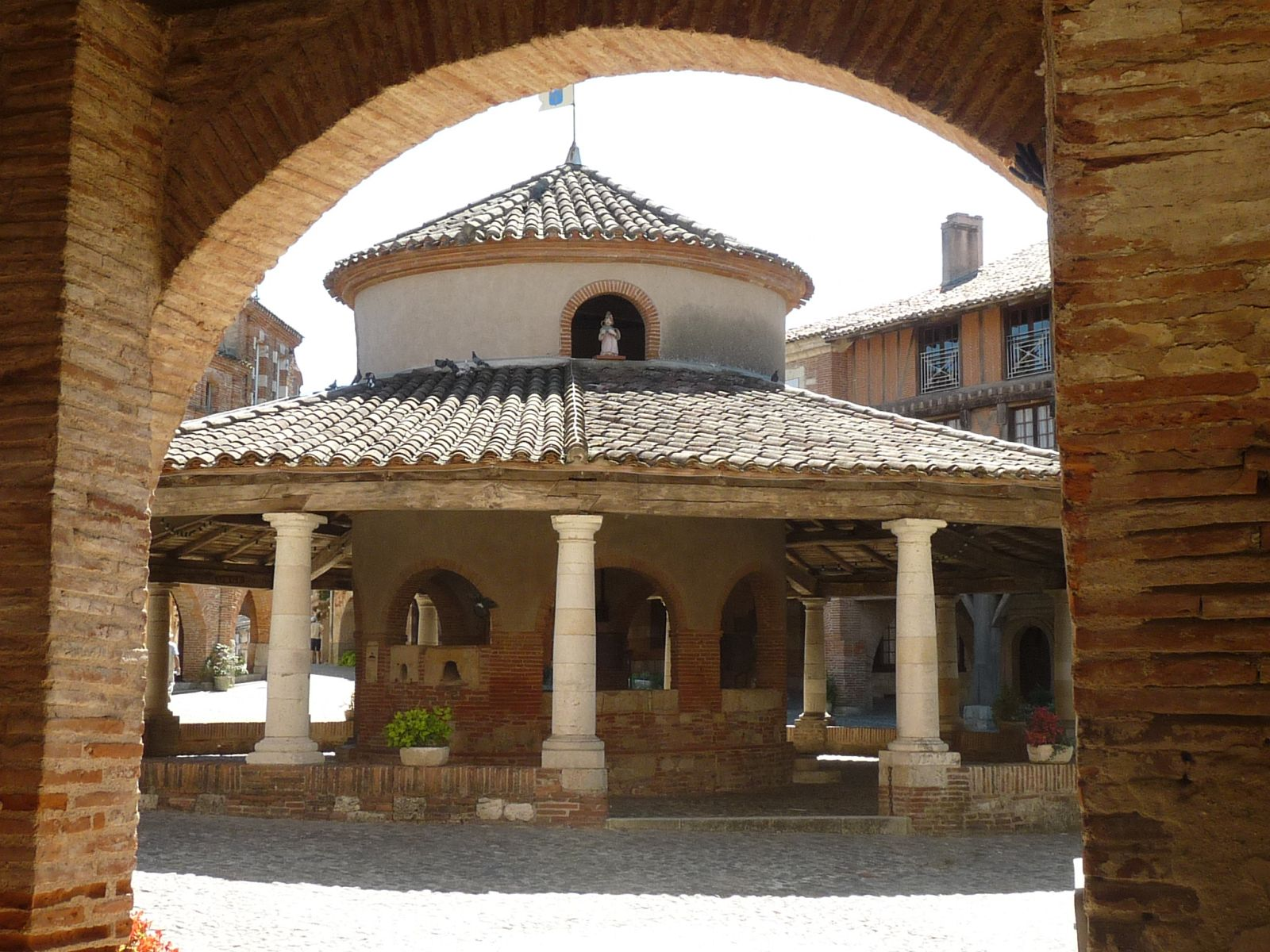
Historischer Kornspeicher

Siehe auch: Liste der Monuments historiques in Auvillar
- Tour de l’Horloge (dt. Uhrturm): Das Stadttor wurde im 17. Jahrhundert erbaut und beherbergt eine ständige Ausstellung über die Schifffahrt auf der Garonne.
- Der Marktplatz mit Arkaden aus dem 17. und 18. Jahrhundert sowie die anliegenden Fachwerkhäuser aus dem 16. Jahrhundert mit einem Getreidesilo an der Ostseite unter den Arkaden.
- Le Port (dt. der Hafen) war in früheren Zeiten ein Schifffahrtszentrum sowie die Zollstelle an der Garonne.
- Die Kapelle der heiligen Katharina, der Schutzpatronin der Seeleute, steht in der Nähe des Hafens. Sie wurde von 1305 bis 1313 von Papst Clemens V. erbaut. An ihrer Fassade befindet sich ein Christusmonogramm aus der Merowingerzeit.
- Die Kirche St. Pierre des ehemaligen Priorates der Benediktiner stammt aus dem 12.–14. Jahrhundert und wurde im 17. und 19. Jh. restauriert.

## Wirtschaft
Im Arrondissement Castelsarrasin waren 2015 Circa 70 % der aktiven Bevölkerung im Dienstleistungssektor tätig und noch circa 10 % in der Landwirtschaft beschäftigt. Die landwirtschaftliche Produktion hat die Schwerpunkte: Haltung von Angoraziegen mit der Herstellung von Käse und Mohair, Zucht von Rindern, Schweinen, Schafen und Geflügel und Anbau von Wein und Obst.

## Persönlichkeiten
- Jean Baptiste de Bressolles (1753–1838), General